# جنت‌آباد (مود)
جنت‌آباد یک روستا در ایران است که در دهستان نهارجان واقع شده‌است. جنت‌آباد ۴۴ نفر جمعیت دارد.